# Barleria jasminiflora
Barleria jasminiflora är en akantusväxtart som beskrevs av C. B. Cl.. Barleria jasminiflora ingår i släktet Barleria och familjen akantusväxter. Inga underarter finns listade i Catalogue of Life.